# Macrocorystis
Macrocorystis là một chi bướm đêm thuộc họ Coleophoridae.